# Göpfersdorf
Göpfersdorf é um município da Alemanha localizado no distrito de Altenburger Land, estado da Turíngia.  Pertence ao Verwaltungsgemeinschaft de Wieratal.

## Demografia
Evolução da população (em 31 de dezembro):
| - 1994 - 230 - 1995 - 225 - 1996 - 227 - 1997 - 225 | - 1998 - 222 - 1999 - 223 - 2000 - 223 - 2001 - 227 | - 2002 - 233 - 2003 - 235 - 2004 - 233 |

Fonte: Thüringer Landesamt für Statistik